# Ordovicer

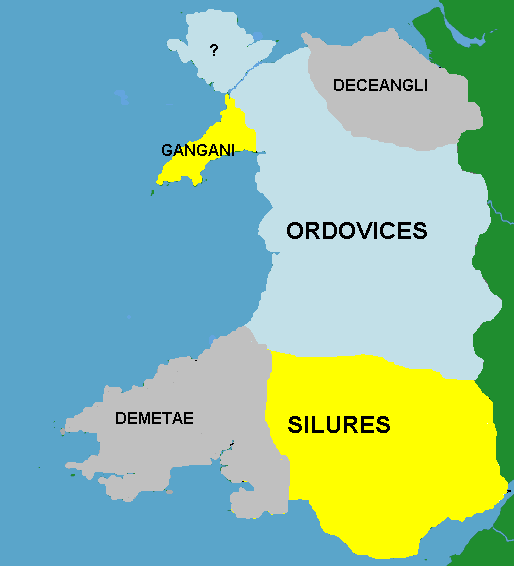
Verbreitung der Ordovicer in Wales vor der römischen Invasion.

Die Ordovicer (lateinisch Ordovices) waren einer der keltischen Stämme, die auf den britischen Inseln vor der römischen Invasion lebten.
Ihr Territorium lag im Norden des heutigen Wales; südliche Nachbarn waren die Silurer. Sie waren Bauern und Jäger, hatten aber eine starke militärische Tradition und lebten zumeist in befestigten Siedlungen.
Sie gehörten zu den wenigen Stämmen, die der römischen Invasion (ab 43 n. Chr.) unter Kaiser Claudius widerstanden hatten.
Die Ordovicer kämpften 51 unter der Führung des zu ihnen geflohenen Catuvellaunen-Königs Caratacus (oder Caradoc) gegen die Römer und deren Verbündete, wurden aber vom Statthalter Ostorius Scapula besiegt.
Tacitus berichtet, dass die Ordovicer vom römischen Statthalter Gnaeus Iulius Agricola wohl in der zweiten Hälfte des Jahres 77 fast vollständig vernichtet wurden, da sie sich gegen die Besatzung aufgelehnt und kurz vor Agricolas Ankunft eine in ihr Gebiet vorgeschobene Ala beinahe gänzlich niedergemacht hatten. Claudius Ptolemäus belegt, dass der Ort Bravonium ursprünglich unter der Herrschaft der Ordovicer stand.
Der Name des Stammes kommt heute noch in der Ortsbezeichnung Dinorwig („Fort der Ordovices“) in Nordwales vor. 1879 wurde der Name Ordovicium für einen geologischen Zeitabschnitt zwischen dem Kambrium und dem Silur eingeführt.